# Seguenzia metivieri
Seguenzia metivieri is een slakkensoort uit de familie van de Seguenziidae. De wetenschappelijke naam van de soort is voor het eerst geldig gepubliceerd in 1991 door B.A. Marshall.